# Смертельный пентатлон: Пятиборье со смертью
«Смертельный пентатлон: Пятиборье со смертью» (англ. Pentathlon) — американский триллер 1994 года режиссёра Брюса Малмута. Премьера состоялась 4 июня 1994 года в Южной Корее. Фильм получил невысокие оценки кинокритиков.

## Сюжет
Эрик Брогар, будучи членом сборной ГДР, выиграл золото в современном пятиборье на Олимпийских играх 1988 года. Его тренировал Генрих Мюллер — специалист, который в своём тёмном прошлом имел связи с нацистами и затем Штази. Его тренировки были почти пытками, на грани физических и моральных возможностей. За два месяца до падения Берлинской стены Эрик, не выдержав, сбегает из ГДР на запад.
Он перебирается в США. Брогар поначалу не может найти своё место в новой стране и злоупотребляет алкоголем. Проходит несколько лет, он приходит в себя, решив начать подготовку к следующим Играм в Атланте и возвращаясь к тренировкам. Мюллер тем временем уходит из спорта и возглавляет неонацистскую террористическую группу, которая готовит теракты на территории США. Он преследует отца Эрика и убивает его. Затем он узнаёт, что его бывший ученик обосновался в Лос-Анджелесе. Их пути вновь пересекаются. Эрику необходимо спасти свою жизнь и жизнь своей девушки Джулии. Используя свои навыки в пятиборье, Брогар уничтожает всю банду и её главаря. В концовке Эрик успешно проходит отбор в сборную США.

## В ролях
| Актёр           | Роль          |
| --------------- | ------------- |
| Дольф Лундгрен  | Эрик Брогар   |
| Дэвид Соул      | Генрих Мюллер |
| Рени Коулмен    | Джулия        |
| Роджер Э. Мосли | Крис          |
| Брюс Малмут     | Эрхардт       |

## Съёмки и оценка
Съёмки картины провели в Малибу в первом квартале 1992 года. При подготовке к съёмкам Дольф Лундгрен постарался набрать форму, соответствующую спортсмену высокого класса, и брал уроки бега у стайера, призёра чемпионата мира Стива Скотта. Бывший рекордсмен США в беге на милю сыграл в картине в небольшом эпизоде.
Отметив как всегда хорошие физические данные Лундгрена, критики в остальном охарактеризовали картину как вполне заурядный боевик, далеко не лучший в его фильмографии. Он занял место, соответствующее фильму категории-B в череде картин, в которых Дольф изображает представителей восточного блока с арийскими корнями. Индивидуальность Лундгрена-актёра теряется в механически передаваемом персонаже. Это объединяет такие его постперестроечные работы, как «Рокки 4», «Красный скорпион», «Смертельный пентатлон» .